# Радоњићи (Вареш)
Радоњићи су насељено мјесто у општини Вареш, Босна и Херцеговина.

## Становништво
|             | 2013.        | 1991.         |
| Укупно      | 151 (100,0%) | 208 (100,0%)  |
| Бошњаци     | 151 (100,0%) | 182 (87,50%)1 |
| Срби        | –            | 26 (12,50%)   |
| Хрвати      | –            | 0 (0,000%)    |
| Југословени | –            | 0 (0,000%)    |

1. 1 На пописима од 1971. до 1991. Бошњаци су пописивани углавном као Муслимани.